# Pueblo sajón
Los sajones (en latín, Saxones) fueron una confederación de antiguas tribus germánicas vinculados en el plano etnolingüístico a la rama occidental. En la Alta Edad Media, una amplia región cerca de la costa  sobre el Mar del Norte de Germania empezó a ser llamada Sajonia (en latín: Saxonia), en lo que es en la actualidad Alemania. En el Imperio romano tardío, el nombre de sajones se usaba para referirse a invasores costeros germánicos, en un sentido similar al término posterior de «vikingo» (esto es, como piratas o saqueadores). Se cree que sus orígenes estuvieron en la costa alemana sobre el Mar del Norte o cerca de allí, donde aparecieron posteriormente, en épocas Carolingias. En épocas Merovingias, los sajones continentales eran asociados con la actividad y asentamientos sobre la costa de lo que después habría de llamarse Normandía. Sus orígenes precisos son inciertos, y se les describe a veces como luchando tierra adentro, entrando en conflicto con los francos y los turingios. 
La zona de asentamiento más antigua que se conoce de los sajones es Nordalbingien (Albingia septentrional), un territorio que se corresponde aproximadamente con la moderna Holstein. Sus modernos descendientes en la Baja Sajonia y Westfalia y otros estados de Alemania son considerados étnicamente germanos; el Estado libre de Sajonia no está habitado por sajones étnicos; el Estado de Sajonia-Anhalt solo lo está en su parte noroccidental; los que se hallan en los Países Bajos orientales están considerados étnicamente neerlandeses; aquellos que se encuentran en el noroeste de Bélgica (Región Flamenca) están considerados étnicamente flamencos; aquellos que se hallan en el norte de Francia son considerados étnicamente franceses; y los que se encuentran en la Inglaterra meridional son étnicamente ingleses. 
La isla de Britania formó parte del Imperio romano entre los años 50 y 410 d. C. Cuando los romanos perdieron el control del territorio, los sajones atacaron. A fines del siglo VI, tres pueblos germánicos —los anglos, los jutos y los sajones— habitaban en la isla y progresivamente dividieron las tierras que conquistaron en varios reinos. Los sajones gobernaron los reinos de Essex, Sussex y Wessex, en lo que hoy es el sur de Inglaterra. El término anglosajón llegó a describir a los descendientes de estos tres grupos germánicos de invasores.
Debido a las rutas comerciales hanseáticas y las emigraciones durante la Edad Media, los sajones se mezclaron con otros pueblos y culturas, y también los influyeron, tanto con los pueblos escandinavos y los bálticos, como con los pueblos eslavos occidentales (polavianos y pomeranios). Desde el siglo XVIII, muchos sajones continentales se han asentado en otras partes del mundo, especialmente en Norteamérica, Australia, Sudáfrica y en territorios de la anterior Unión Soviética, donde algunas comunidades aún mantienen partes de su herencia cultural y lingüística, a menudo bajo la denominación común de «alemán», «flamenco» y «holandés».

## Etimología

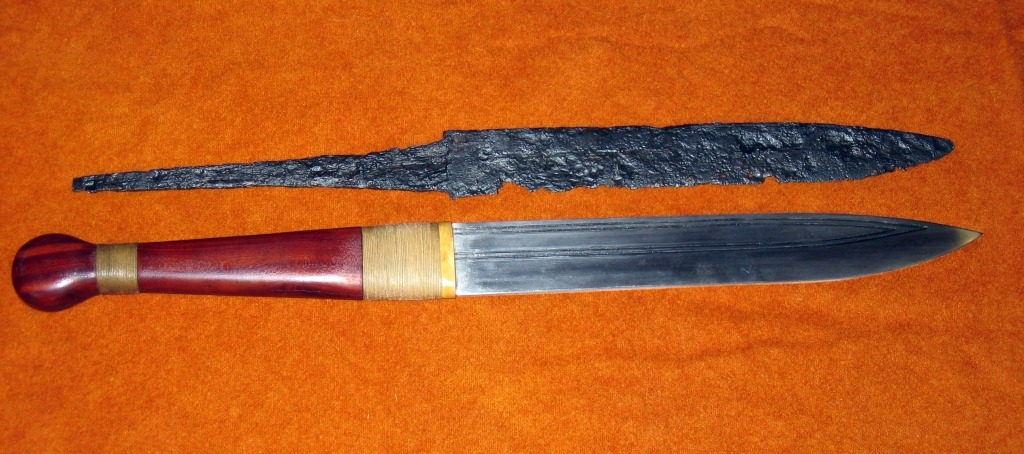
Restos de un seax antiguo junto con una reconstrucción.

Se cree que la palabra «sajón» deriva de seax (en inglés antiguo), sax (en alemán y en nórdico antiguo) o sachs (en alto alemán antiguo), que es una especie de espada o cuchillo de piedra que usaban y por la que eran conocidos. Las tribus germánicas tomaban sus nombres de las armas que utilizaban. El seax ha tenido un impacto simbólico perdurable en los condados ingleses de Essex y Middlesex, pues ambos tienen tres seaxes en su emblema ceremonial. Los nombres de estos condados, junto con los nombres de «Sussex» y «Wessex», contienen un resto de la raíz de la palabra «saxon» (sajón).

La obra de teatro isabelino anónima Edmund Ironside sugiere que el nombre «sajón» deriva del latín saxa (piedras; singular: saxum):
Sus nombres descubren lo que son sus naturalezas, más duras que las piedras y, sin embargo, no son piedras.

- I.i.181-2

### Sajón como gentilicio

#### Lenguas celtas
En las lenguas celtas, las palabras que designan la nacionalidad inglesa derivan del latín saxones. El ejemplo más destacado, un préstamo lingüístico al inglés del gaélico escocés (grafía antigua: sasunnach), es la palabra sassenach, utilizada por hablantes del escocés, inglés escocés y gaélico escocés en el siglo XXI como término racialmente peyorativo para referirse a las personas inglesas y, tradicionalmente, a los habitantes angloparlantes de las tierras bajas de Escocia. El Oxford English Dictionary (OED) da 1771 como fecha del primer uso escrito de la palabra en inglés. El nombre en gaélico de Inglaterra es Sasann (grafía antigua: Sasunn, genitivo: Sasainn), y Sasannach (formado con un sufijo adjetivo común -ach) significa «inglés» en referencia a personas y cosas, aunque no a la hora de nombrar la lengua inglesa, que es llamada Bearla.
Sasanach, la palabra en irlandés para designar a los ingleses (Sasana significa Inglaterra), tiene la misma derivación, al igual que las palabras utilizadas en galés para describir a los ingleses (saeson, singular sais) así como la lengua y las cosas inglesas en general: Saesneg y Seisnig.
En córnico los ingleses son llamados sawsnek, de la misma derivación. En el siglo XVI, los hablantes de córnico utilizaban la frase Meea navidna cowza sawzneck para fingir ignorancia de la lengua inglesa. Las palabras córnicas para referirse a los ingleses y a Inglaterra son sowsnek y Pow Sows («Tierra [país] de sajones»). Del mismo modo, el bretón, hablado en el noroeste de Francia, tiene las palabras saoz(on) ('inglés'), saozneg ('la lengua inglesa'), y Bro-saoz ('Inglaterra').

#### Lenguas romances
El apelativo «sajones» (en rumano: Sași) también se asoció a los colonos alemanes que se asentaron durante el siglo XII en el sureste de Transilvania (los llamados 'sajones de Transilvania'). Desde Transilvania, algunos de estos sajones emigraron a la vecina Moldavia, como se demuestra en el nombre de la ciudad de Sas-cut. Sascut se encuentra en la parte de Moldavia que forma parte de la actual Rumania.
Durante la visita del compositor alemán George Friderich Händel a la República de Venecia (1706-1709), fueron motivo de discusión sus orígenes en Sajonia. En concreto, los venecianos recibieron la representación de su ópera Agripina en 1709 con el grito «Viva il caro Sassone», esto es, «¡Que viva el querido sajón!».

#### Lenguas no indoeuropeas
Los fineses y los estonios han cambiado su uso de la raíz Sajón a lo largo de los siglos para aplicarla ahora al país entero de Alemania (llamado Saksa y Saksamaa, respectivamente) y a los alemanes (saksalaiset y sakslased, respectivamente). La palabra en finés sakset (tijeras) refleja el nombre de la antigua espada sajona de un solo filo—seax—de la que supuestamente deriva el nombre «sajón». En estonio, saks significa coloquialmente «persona adinerada». Como consecuencia de las Cruzadas bálticas, la clase alta estonia estuvo compuesta en su mayoría por alemanes del báltico, personas de supuesto origen sajón, hasta bien entrado el siglo XX.

### Nombres propios relacionados
La palabra sobrevive en los apellidos Saß / Sass (en bajo alemán o bajo sajón), Sachse y Sachs. El nombre de pila femenino neerlandés, Saskia, significaba originalmente «mujer sajona» (metátesis de Saxia).

### Sajonia como topónimo
Tras la caída de Enrique el León (1129-1195, duque de Sajonia 1142-1180) y la posterior división del ducado tribal sajón en varios territorios, el nombre del ducado sajón se transfirió a las tierras de la familia Ascania. Esto condujo a la diferenciación entre la Baja Sajonia (tierras colonizadas por la tribu sajona) y la Alta Sajonia (las tierras pertenecientes a la Casa de Wettin). Poco a poco, esta última región pasó a denominarse «Sajonia», usurpando en últimas el significado geográfico original del nombre. El área antes conocida como Alta Sajonia se encuentra ahora en Alemania Central, en la parte oriental de la actual República Federal de Alemania. Es de resaltar, en este sentido, los nombres de los estados federados de Sajonia y Sajonia-Anhalt.

## Historia
Los sajones son mencionados por primera vez por el astrónomo y geógrafo griego Claudio Ptolomeo en el siglo II de nuestra era, quien sitúa sus tierras en Jutlandia, entre el río Elba y el mar del Norte, entre lo que hoy es el noroeste de Alemania y el este de los Países Bajos. Esta región corresponde aproximadamente a Schleswig-Holstein, desde donde parece que se extendieron hacia el sur y el oeste. En el siglo V, los sajones formaron parte del pueblo que invadió la provincia romano-británica de Britania. Una de las otras tribus fueron los anglos germánicos, cuyo nombre, tomado junto con el de los sajones, llevó a la formación del término moderno «anglosajones».

### Historia antigua

El Imperio romano en los tiempos de Adriano (117–138), muestra la patria natal de los Saxones, que se corresponde aproximadamente con lo que modernamente es el territorio de Schleswig-Holstein.

La Geographia de Ptolomeo, escrita en el siglo II, menciona a una tribu llamada «saxones» en el territorio al norte del río Elba inferior. Sin embargo, otras copias llaman a la misma tribu «axones» y se cree que es un error a la hora de escribir sobre la tribu a la que Tácito denomina aviones en su Germania. La referencia de Ptolomeo deriva de un texto anterior, romano y griego, que usa antiguas derivaciones del nombre sajón como «Sacasena» (en alemán, Sachsen) y «Sacae». Plinio el Joven usó ambos términos, «Sacae» y «Sacasena», para referirse a los sajones en su migración a través de una región de Armenia conocida por el historiador griego, Estrabón, como «Sacasene» o «Sajonia» (Libro XI Asia, VIII, 4 y Libro XI Asia, XIV, 4). Plinio también señala que el nombre de al menos algunos de los sajones cambiaron al sármata y al germano proporcionando algunas claves sobre cuándo «germano» y «sajón» emergieron como términos separados.
El historiador y geógrafo griego Heródoto se refiere a los sajones como «Sacae» (Saka), pero considera que el término tiene origen persa. Heródoto también considera que los sajones vestían pantalones y que llevaban en la cabeza altas gorras rígidas que se elevaban hasta un punto, llevando arcos de su país y las dagas; una descripción muy sajona. El término «Saka» (Sacae) se ha descubierto en la roca de Behistún y en la tumba de Darío. Sin embargo, Julius Oppert ha argüido que los persas tomaron prestada la expresión meda «Saka», que se encuentra en Behistún, más que la denominación asiria de los gimirri (cimerios) que se halla en babilonio sobre la misma roca. La expresión «Saka» equivalía a «cimerio», pues ambos se refieren al mismo pueblo en dos idiomas diferentes.
La primera mención indiscutible del nombre sajón en su forma moderna data del año 356 d. C., cuando Juliano, más tarde emperador romano, los mencionó en un discurso como aliados de Magnencio, un emperador rival en la Galia. Zósimo menciona una tribu específica de sajones, los kouadoi, que se ha interpretado como una confusión con los caucos o los chamavis. Entraron en Renania y desplazaron a los recién asentados francos salios de Batavia, tras lo cual algunos de los salios comenzaron a trasladarse al territorio belga de Toxandria, apoyados por Juliano.
Tanto en este caso como en otros se asociaba a los sajones con el uso de barcos para sus incursiones. Para defenderse de los asaltantes sajones, los romanos crearon un distrito militar llamado Litus Saxonicum («Costa sajona») a ambos lados del Canal de la Mancha.
Entre 441 y 442 d. C., se menciona por primera vez a los sajones como habitantes de Britania, cuando un historiador galo desconocido escribió: «Las provincias británicas (...) han sido reducidas al dominio sajón».
La primera vez que se menciona a los sajones como habitantes de la actual Alemania septentrional es en 555, cuando murió el rey franco Teodebaldo en 555 y los sajones aprovecharon la ocasión para sublevarse. El levantamiento fue sofocado por Clotario I, sucesor de Teodebaldo, quien marchó contra los rebeldes, devastando Turingia en el proceso, ya que al parecer los turingios habían proporcionado tropas auxiliares a los sajones. Algunos de sus sucesores francos lucharon contra los sajones, otros se aliaron con ellos. Los turingios aparecieron con frecuencia como aliados de los sajones. La cuestión de si los sajones participaron de forma significativa en el sometimiento del Imperio de Turingia (hacia 531) por los francos no se ha aclarado del todo. Las tres fuentes más importantes que informan al respecto son un reporte de Rodolfo de Fulda (siglo IX), la Historia sajona de Viduquindo de Corvey de 968 y los Anales de Quedlinburg (siglo XI). En particular, dado que las tres fuentes fueron escritas mucho después de la conquista del Imperio de Turingia, su credibilidad a este respecto queda muy en entredicho. También cabe suponer que las dos últimas fuentes se basaron en el reporte de Rodolfo de Fulda, quien presumiblemente tenía un interés personal en la representación de una antigua frontera sajona-turca en el Unstrut. En la época de Rodolfo, la frontera entre el arzobispado de Maguncia y el obispado de Halberstadt se encontraba en el Unstrut, mientras que en el siglo IX la frontera sajón-turingia se situaba probablemente también en el Harz. En particular, ninguna fuente contemporánea (Gregorio de Tours, Procopio de Cesarea) menciona la participación sajona.
Poco después (probablemente en 556), se produjo otro levantamiento sajón, en el que los sajones se negaron a pagar los impuestos obligatorios que se les habían impuesto. En este contexto, Gregorio de Tours escribe sobre una derrota de Clotario, mientras que Mario de Avenches reporta de otra victoria de Clotario. En tanto Gregorio de Tours perseguía aquí un objetivo cristiano de prueba, su relato es más cuestionado. También es incierta la mención de un tercer conflicto (556 o 557), en el que los sajones habrían invadido Francia (Franconia) y avanzado hasta las proximidades de Deutz.
Durante el Período de las grandes migraciones, los sajones se asentaron no sólo en Gran Bretaña, sino también en otras regiones, como el oeste de Francia. Gregorio de Tours menciona a sajones en los alrededores de Bayeux, en la actual Normandía. Entre ellos se encontraba un tal Childerico, conocido personal de Gregorio, que llegó a ser duque de la zona situada a la izquierda del Garona. Al parecer, algunos sajones habían acompañado a los lombardos en su marcha hacia Italia en 568. Según Gregorio de Tours, estos sajones invadieron más tarde la región de Riez, en el sudeste de la Galia, pero luego concluyeron un tratado con el comandante Mummolus y juraron servir al rey franco como tropas auxiliares. Debían establecerse en la región de la que habían partido. Según la historia, cuando regresaron allí, los suevos ya se habían asentado y habían infligido dos duras derrotas a los sajones. La mayoría de los investigadores suponen que estos sajones y suevos vivieron en la región del río Bode, donde se dice que la región de Suavia aún recuerda a los suevos. Sin embargo, es más probable que se tratara de una región de la Galia.
Carlomagno (768-814), soberano del Imperio franco, logró someter y cristianizar a los sajones en encarnizadas batallas hacia el final de las Guerras sajonas (772-804). Tras el colapso del Imperio franco, surgió el ducado tribal de Sajonia en la zona comprendida entre los ríos Lippe y Harz, gobernado por un duque sajón (Dux totius Saxoniae) a partir de 880.

### Los sajones en Gran Bretaña

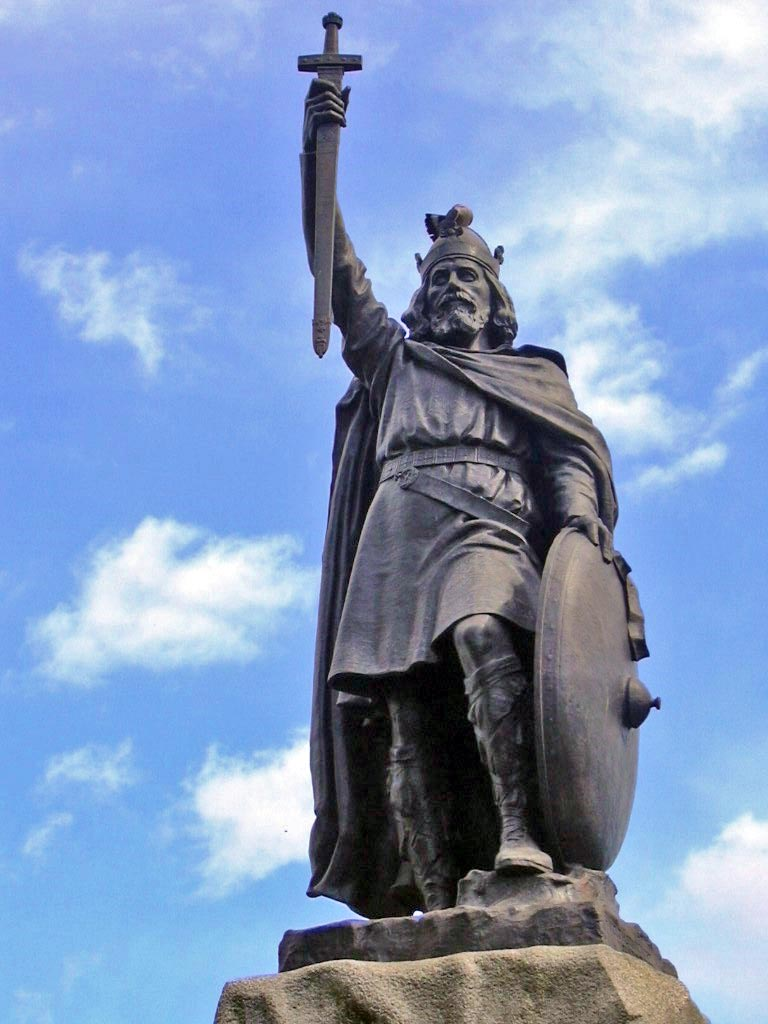
Alfredo el Grande.

Tras lo que sería la salida definitiva de las últimas legiones romanas de Britania en el año 407 d. C., los celtas romanizados (britanos) se vieron acosados por las tribus del norte, principalmente los pictos. Dichas tribus iniciaron un avance hacia el sur al que los britanos solo podían oponer una inefectiva resistencia, agudizada por el hecho de que el campesinado y las clases más bajas de la sociedad volvían rápidamente a una cultura totalmente celta que jamás habían abandonado, con poca identificación de los valores culturales que los romanizados representaban. Ante la desesperada situación, los britanos trataron de buscar ayuda en el general romano Aecio, que no pudo hacer nada debido a la delicada situación del imperio en el continente.
Un gran contingente de sajones, así como de anglos, jutos, frisones y posiblemente francos, invadieron o emigraron a la isla de Gran Bretaña (Britania) a comienzos de la Edad Media, en la misma época en que la autoridad romana decaía en Occidente. Los sajones habían estado acosando las costas oriental y meridional de Britania durante siglos, lo que llevó a la construcción de una serie de fuertes costeros llamados Litora Saxonica o costa sajona, y se le había permitido a muchos sajones y a otros pueblos asentarse en estas zonas como granjeros mucho antes del fin del dominio romano en Britania. 
Según la tradición inglesa, sin embargo, los sajones (y otras tribus) entraron por vez primera en Britania en masa como parte de un acuerdo para proteger a los britanos de las incursiones de los pictos, población autóctona sin influencia romana, gaélicos, irlandeses y otros. Según fuentes como la Historia Brittonum, los primeros habrían sido liderados por dos hermanos, Hengest y Horsa (estos nombres fueron dados posteriormente por Beda), a quienes el rey británico Vortigern les autorizó hacia 450 a asentarse con su pueblo en la isla de Thanet a cambio de sus servicios como mercenarios para defender la isla de Gran Bretaña contra los pictos. Según Beda, Hengist manipuló a Vortigern para que les diera más tierras y permitiera la entrada de más colonos, lo que allanó el camino para el asentamiento germánico de Britania.
Los historiadores se encuentran divididos sobre lo que ocurrió entonces: algunos arguyen que la toma del poder del sur de Gran Bretaña por los anglosajones fue pacífica. Hay, no obstante, solo un relato de un britano nativo que vivió en esta época (Gildas), y su descripción es de una toma violenta:

Pues el fuego... se extendió de costa a costa, avivado por las manos de nuestros enemigos en el Este, y no cesó, hasta que destruyó todas las ciudades y tierras cercanas, alcanzó el otro lado de la isla y hundió su lengua roja y salvaje en el océano occidental. En estos asaltos... todas las columnas cayeron por los golpes del ariete, todos los granjeros se pusieron en fuga, junto con sus obispos, sacerdotes y el pueblo, mientras la espada relucía y las llamas ardían en torno a ellos por todos lados. Era lamentable contemplar, en el medio de las calles yacían lo alto de las torres, abatidas hasta el suelo, piedras de altos muros, altares sagrados, fragmentos de cuerpos humanos, cubiertos con ropas lívidas de sangre coagulada, que parecían haber sido apretados todos juntos en una prensa; y sin ninguna posibilidad de ser enterrados, excepto en las ruinas de las casas, o en los estómagos hambrientos de las bestias salvajes y las aves; con reverencia ha de hablarse de sus almas santas, sí, de hecho, hubo muchos que fueron llevados entonces al santo cielo por los santos ángeles...  Algunos, por tanto, de sus miserable remanentes, siendo capturados en las montañas, fueron asesinados en gran número; otros, constreñidos por la hambruna, fueron y se entregaron como esclavos para siempre a sus enemigos, corriendo el riesgo de ser asesinados al instante, lo que era en verdad el mayor favor que se les podía brindar: algunos otros cruzaron más allá de los mares con fuertes lamentaciones en lugar de la voz de exhortación (...) Otros, encomendando la salvaguarda de sus vidas, que estaban en continuo peligro, hacia las montañas, precipicios, espesos bosques y a las rocas de los mares (aunque con corazones temblorosos), permanecieron en su país.
Gildas

Gran Bretaña hacia el año 600.

En todo caso, la llegada de los sajones y los problemas políticos relativos al desmembramiento de la Bretaña romana en numerosos reinos confluyeron en un período sombrío, que la historiografía inglesa registró bajo el nombre de Dark Age (literalmente, «era oscura»). Un despoblamiento masivo, ligado a las calamidades de la guerra y a las epidemias, parece haber favorecido igualmente la germanización de la antigua provincia romana en el siglo V. Gildas describió cómo los sajones fueron masacrados en la Batalla del Monte Badon 44 años antes de que escribiera su historia, y que fue allí cuando se detuvo su conquista de Britania. Beda, el historiador inglés del siglo VIII describe cómo continuó su avance posteriormente, lo que según él resultó en una ágil toma del poder a lo largo de todo el sur y este de Britania, y a la fundación de los reinos anglosajones. Fue sin duda desde el siglo VI que los sajones conformaron cuatro reinos al sur de la isla:
1. Sajones del este: crearon el Reino de Essex.
2. Sajones del sur: liderados por Aelle, fundaron el Reino de Sussex.
3. Sajones del oeste: al mando de Cerdic, crearon el Reino de Wessex.
4. Sajones medios: crearon la provincia de Middlessex, más efímera, puesto que fue anexada a la tierra de los anglos, Anglia, para los normandos («hombres del Norte», del reino de Nor, del «camino o ruta hacia Nor», de donde proviene «ennortarse» o «encontrar el Norte», Norway o Noruega) afincados en Francia, Angleterre (Inglaterra).

Los sajones mostraron igualmente una marcada resistencia al cristianismo que ganaba el Reino de Kent a comienzos del siglo VII, bajo la influencia del misionero Paulino.
Durante el período de los reinados que van desde Egberto (c. 770-839) hasta Alfredo el Grande (849–899), los reyes de Wessex emergieron como bretwaldas, esto es, una especie de «reyes superiores», unificando el país y con el tiempo uniéndolo recién entrado el siglo X para hacer de él el Reino de Inglaterra que se enfrentó a las invasiones vikingas.
La lengua de los sajones dio origen al sajón antiguo, y todavía sobrevive actualmente en el bajo sajón. El anglosajón, antecesor del inglés moderno, habría tenido cierto grado de inteligibilidad con el sajón antiguo, pero claramente eran grupos dialectales diferentes dentro del germánico occidental.

### Italia y Galia

Los territorios de la Galia en el año 481.

Algunos sajones ya vivían en la Galia en el siglo V, por ejemplo, en Vron-Ponthieu, Sassetot-le-Mauconduit; Flandes hasta Île-d'Aix. Un rey sajón llamado Eadwacer conquistó Angers en 463 solo para ser expulsado por Childerico I y los francos salios, aliados del Imperio romano. Es posible que el asentamiento sajón en Gran Bretaña comenzara solo en respuesta al creciente dominio franco sobre la costa del canal de la Mancha.
En 569, algunos sajones acompañaron a los lombardos a Italia bajo el liderazgo de Alboino y se asentaron allí. En 572, asaltaron la Galia llegando a Estoublon cerca de Riez. Divididos, fueron derrotados fácilmente por el general galorromano Múmolo. Cuando los sajones se reagruparon, se negoció un tratado de paz en el que los sajones italianos podían asentarse con sus familias en Austrasia. Recogieron a sus familias y sus pertenencias de Otalia y regresaron a la Galia en dos grupos en 573. Un grupo procedió a través de Niza y otro por Embrun, uniéndose en Aviñón, donde saquearon el territorio y en consecuencia Múmolo les impidió cruzar el Ródano. Se vieron obligados a pagar una compensación por lo que había robado antes de que pudieran entrar en Austrasia.
Una unidad sajona de laeti se había instalado en Bayeux —los Saxones Baiocassenses— desde los tiempos de la Notitia dignitatum. Estos sajones se convirtieron en súbditos de Clodoveo I a finales del siglo V. Los sajones de Bayeux tenían un ejército y a menudo se les pedía que sirvieran junto con la milicia local de su región en las campañas militares merovingias. En este papel fueron poco efectivos frente a Waroch en el año 579. En 589, los sajones lucieron un peinado tipo bretón a las órdenes de Fredegunda y luchó con ellos como aliados en contra de Gontrán. A comienzos de 626, Dagoberto I empleó a los sajones del Bessin en sus campañas contra los vascos. Uno de ellos, Aijinio, incluso creó un dux sobre la región de Vasconia.

### Sajonia

#### Territorio original de los sajones
Los sajones como habitantes de la actual Alemania Septentrional son mencionados por vez primera en el año 555, cuando Teodebaldo, el rey franco, muere y los sajones aprovechan la ocasión para rebelarse. Este alzamiento es reprimido por Clotario I, el sucesor de Teodebaldo. Algunos de sus sucesores francos lucharon contra los sajones. Otros se aliaron con ellos. Clotario II (584-629) obtuvo una victoria decisiva sobre los sajones. Los turingios frecuentemente aparecen como aliados de los sajones.

Sajonia dentro del Imperio carolingio.

Este gran número de sajones que permaneció en el continente formó una nación pagana en el siglo VIII a pesar de los esfuerzos de los misioneros anglosajones. En efecto, muchos de estos últimos vinieron al continente, mayoritariamente provenientes de Northumbria, y profesaron su fe en Germania en la esperanza de convertir a sus «hermanos», que permanecían en el paganismo: los más conocidos son Willibrord (c. 657-c. 738) y San Bonifacio (680-755), que evangelizaron a los frisones. Los sajones resistieron durante mucho tiempo el convertirse en cristianos Sobre finales del siglo VIII, los sajones de Germania se consolidaron cuando surgió una entidad política llamada Ducado de Sajonia.
Los sajones se resistieron a ser incorporados a la órbita del Reino franco, pero fueron decisivamente conquistados por Carlomagno, a continuación de las campañas anuales que dirigía, las Guerras sajonas (772–802). Durante la campaña de Carlomagno en Hispania (778), los sajones avanzaron hasta Deutz en el Rin y saquearon a lo largo del río. Con la derrota vino el bautismo forzoso: los jefes sajones, así como su gente, se convirtieron al cristianismo, probablemente para ganar la paz a la manera del más célebre de entre ellos, Viduquindo, durante mucho tiempo feroz opositor a la marea de cristianización sobrevenida en la órbita del reino de los francos. Su árbol sagrado, un símbolo de Irminsul, fue destruido.
Según la costumbre carolingia, los sajones fueron entonces constreñidos al pago de un tributo. Hay evidencias de que los sajones, como los pueblos eslavos de los abroditas y los vendos (también llamados lusacianos o sórabos), a menudo proporcionaron tropas a sus señores carolingios. Los duques de Sajonia se convirtieron en reyes (Enrique I el Pajarero 919) y más tarde los primeros emperadores (el hijo de Enrique, Otón I el Grande) del Sacro Imperio Romano Germánico en el siglo X, pero perdieron esta condición en el año 1024. El ducado fue dividido en 1180 cuando el duque Enrique el León, nieto del emperador Otón, rechazó seguir a su primo, el emperador Federico Barbarroja a la guerra de Lombardía.

#### Territorio actual
Durante la Baja Edad Media, bajo los emperadores salios y, más tarde, bajo los Caballeros teutónicos, colonos alemanes se trasladaron al este a lo largo del río Elba en el territorio de una tribu eslava occidental, los sorbios. Los sorbios fueron germanizados gradualmente. Esta región posteriormente adquirió el nombre de Sajonia a través de circunstancias políticas, aunque fue inicialmente llamada la Marca de Meissen. Los gobernantes de Meissen tomaron el control del Ducado de Sajonia-Wittenberg en 1423 y con el tiempo aplicaron el nombre de Sajonia a todo su territorio. Desde entonces, esta parte de Alemania oriental ha sido conocida como «Sajonia» (en alemán: Sachsen), una fuente de ciertos malentendidos sobre el territorio original de los sajones, principalmente en el Estado federado alemán actual de Baja Sajonia (en alemán, Niedersachsen).
Más tarde, el Ducado de Sajonia-Wittenberg se convirtió en «electorado de Sajonia» dentro del Imperio germánico. Muchos ducados coexistieron después con el electorado: los ducados de Sajonia-Coburgo, Sajonia-Gotha-Altenburgo, Sajonia-Lauenburgo, Sajonia-Meiningen, Sajonia-Weimar.
El electorado, de 1806 a 1918, se transformó en el Reino de Sajonia, que posteriormente dio origen al actual Estado libre de Sajonia.

### Balcanes
En la Edad Media, grupos de sajones mineros (llamados саси, sasi en las lenguas eslavas meridionales) se asentaron en las regiones metalíferas de la península balcánica. En los siglos XIII] y XIV, sajones del Harz superior y Westfalia se asentaron en Chiprovtsi y sus alrededores, en el noroeste de la actual Bulgaria (entonces perteneciente al Segundo Imperio búlgaro), para extraer metal en los montes Balcanes occidentales, recibiendo privilegios reales del zar búlgaro Iván Shishman. Se cree que estos mineros llevaron el catolicismo a esta región de los Balcanes antes de quedar completamente asimilados y fundirse con la población local. Subgrupos étnicos que se cree que descienden parcialmente de estos sajones son los búlgaros del Banato y los krashovani.
Los sajones se dedicaron también a la minería en las montañas de Osogovo y Belasica (entre Bulgaria y Macedonia), así como alrededor de Samokov en Rila y en varias partes de las montañas Ródope y alrededor de Etropole (todos ellos en Bulgaria), pero fueron asimilados sin difundir allí el catolicismo.
Los mineros sajones en Serbia, Kosovo, Montenegro y Bosnia-Herzegovina — activos en Brskovo, Rudnik, Olovo, Novo Brdo y otros lugares — también dejaron un rastro significativo en la minería y la historia de la metalistería de los eslavos meridionales.
En la región de Srebrenica, por ejemplo, la mina de Sase se traduce directamente al sajón en los idiomas eslavos del sur de la región. La mayor mina de plomo y cinc en lo que actualmente es Macedonia, aún se llama «Sasa». Muchos de los bosnios de la región son descendientes directos de estos mismos mineros que se asentaron en la región entre el siglo XII y el XV.
Otros sajones se establecieron en los principados medievales de Valaquia y Moldavia, especialmente en ciudades (Câmpulung-Musce, Iași, Baia Mare, Suceava, Siret, Roman). Los sajones de Transilvania se asentaron allí alrededor del siglo XIII, donde constituían una comunidad de 250.000 personas a principios del siglo XX. La colonización se produjo por expresa invitación del rey magiar Géza II. Con esta colonización, Hungría pretendía repoblar zonas que habían quedado despobladas con las invasiones tártaras, establecer un cojín defensivo en la frontera con el Imperio bizantino y, sobre todo, valerse de la laboriosidad de los germanos en la colonización de una zona de alto valor estratégico, que por entonces era prácticamente una selva impenetrable y que podía haber sido objeto de deseo por parte de grupos de eslavos, los grandes colonizadores del este de Europa. La migración sajona sobrevivió como mito en cuentos como El flautista de Hamelín, que trata, de forma muy distorsionada, la gran migración germana a Transilvania del medievo.
La mayor parte abandonó la región hacia el fin de la Segunda Guerra Mundial, y este movimiento continuó en los años 1970 y 1980 a causa de la política de rumanización llevada a cabo por el régimen de Ceaușescu.

## Cultura

### Estructura social
Beda, un northumbriano, escribió alrededor del año 730 que «los antiguos sajones (es decir, los continentales) no tienen rey, sino que son gobernados por varios ealdormen (o sátrapas) que, durante la guerra, echan a suertes el liderazgo, pero que, en tiempos de paz, son iguales en poder». El regnum Saxonum estaba dividido en tres provincias—Westfalia, Ostfalia y Angria—que comprendían un centenar de pagi o Gaue (regiones administrativas). Cada Gau tenía su propio sátrapa, con poder militar suficiente para arrasar aldeas enteras que se le opusieran.
A mediados del siglo IX, Nitardo describió por primera vez la estructura social de los sajones por debajo de sus líderes. La estructura de castas era rígida: en lengua sajona, las tres castas, excluidos los esclavos, se denominaban los edhilingui, los frilingi y los lazzi. Estos términos se latinizaron posteriormente como los nobiles o nobiliores, los ingenui, ingenuiles o liberi, y los liberti, liti o serviles. Según tradiciones muy tempranas de las que se presume contienen en gran medida verdades históricas, los edhilingui eran los descendientes de los sajones que dirigieron la tribu en su salida de Holstein y durante las migraciones del siglo VI. Eran una élite de guerreros conquistadores. Los frilingi representaban a los descendientes de los amicii, auxiliarii y manumissi de esa casta. Los lazzi representaban a los descendientes de los habitantes originarios de los territorios conquistados, que habían sido obligados a jurar sumisión y pagar tributo a los edhilingui.
La Lex Saxonum de Carlomagno regulaba la peculiar sociedad sajona. La Lex prohibía los matrimonios mixtos entre castas y los pagos de reparación llamados wergild se determinaban en función de la pertenencia a una casta: Los edhilingui valían 1.440 sólidos, o unas 700 cabezas de ganado, el wergild más alto del continente, mientras que el precio de una novia era también muy elevado, seis veces mayor que el de los frilingi y ocho veces mayor que el de los lazzi. El abismo entre nobles e innobles era pues muy grande, en tanto que la diferencia entre un hombre libre y un trabajador contratado era pequeña.
Según la Vita Lebuini antiqua, una fuente importante sobre la historia sajona temprana, los sajones celebraban un consejo anual en su capital tribal en la ciudad de Marklo (en la Westfalia), donde «confirmaban sus leyes, juzgaban los casos pendientes y determinaban por consejo común si ese año irían a la guerra o estarían en paz». Las tres castas participaban en el concilio general, y de cada Gau se enviaban doce representantes de cada casta. En 782, Carlomagno abolió el sistema de Gaue y lo sustituyó por el de Grafschaftsverfassung, el sistema de condados típico de Francia. Al prohibir los consejos en Marklo, Carlomagno sacó a los frilingi y a los lazzi del poder político. El antiguo sistema sajón de Abgabengrundherrschaft, esto es, el de señorío basado en deberes e impuestos, fue sustituido por una forma de feudalismo basada en el servicio y el trabajo, relaciones personales y juramentos.

### Religión

#### Religión germánica
Las prácticas religiosas sajonas estaban estrechamente relacionadas con sus prácticas políticas. Los consejos anuales de la tribu entera comenzaban con invocaciones a los dioses. Se cree que el procedimiento por el que se elegía a los duques en tiempos de guerra, mediante sorteo, tenía una importancia religiosa, es decir, confianza en la providencia divina, al parecer, para que guiara la toma de decisiones al azar. También había rituales y objetos sagrados, como los pilares llamados Irminsul, de los que se creía que conectaban el cielo y la tierra, al igual que otros ejemplos de árboles o escaleras al cielo en numerosas religiones. Carlomagno ordenó talar uno de tales pilares en 772, cerca del castillo refugio de Eresburg.
Prácticas religiosas sajonas tempranas en Bretaña pueden deducirse de topónimos y del calendario germánico en uso en aquella época. Los dioses germánicos Woden, Frigg, Tiw y Thunor, de los que se tiene constancia en todas las tradiciones germánicas, recibieron culto en Wessex, Sussex y Essex. Son los únicos de los que hay evidencia directa, si bien los nombres del tercer y cuarto mes (marzo y abril) del calendario inglés antiguo llevan los nombres de Hrethmonath y Eosturmonath, que significan «mes de Hretha» y «mes de Ēostre». Se supone que son los nombres de dos diosas a las que se rendía culto en torno a esa estación. Los sajones ofrecían tortas a sus dioses en febrero (Solmonath). Había una fiesta religiosa asociada a la cosecha, Halegmonath («mes sagrado» o «mes de las ofrendas», septiembre). El calendario sajón comenzaba el 25 de diciembre, y los meses de diciembre y enero se llamaban Yule (o Giuli). En ellos se celebraba la Modra niht o «noche de las madres», otra fiesta religiosa de contenido desconocido.
Los sajones libres y la clase servil permanecieron fieles a sus creencias originales mucho después de su conversión nominal al cristianismo. Alimentando el odio hacia las clases altas, que, con ayuda de los francos, los había marginado del poder político, las clases bajas (la plebeium vulgus o cives) constituían un problema para las autoridades cristianas ya en el año 836. La Translatio S. Liborii señala su obstinación en el ritus et superstitio paganos.

#### Cristianismo

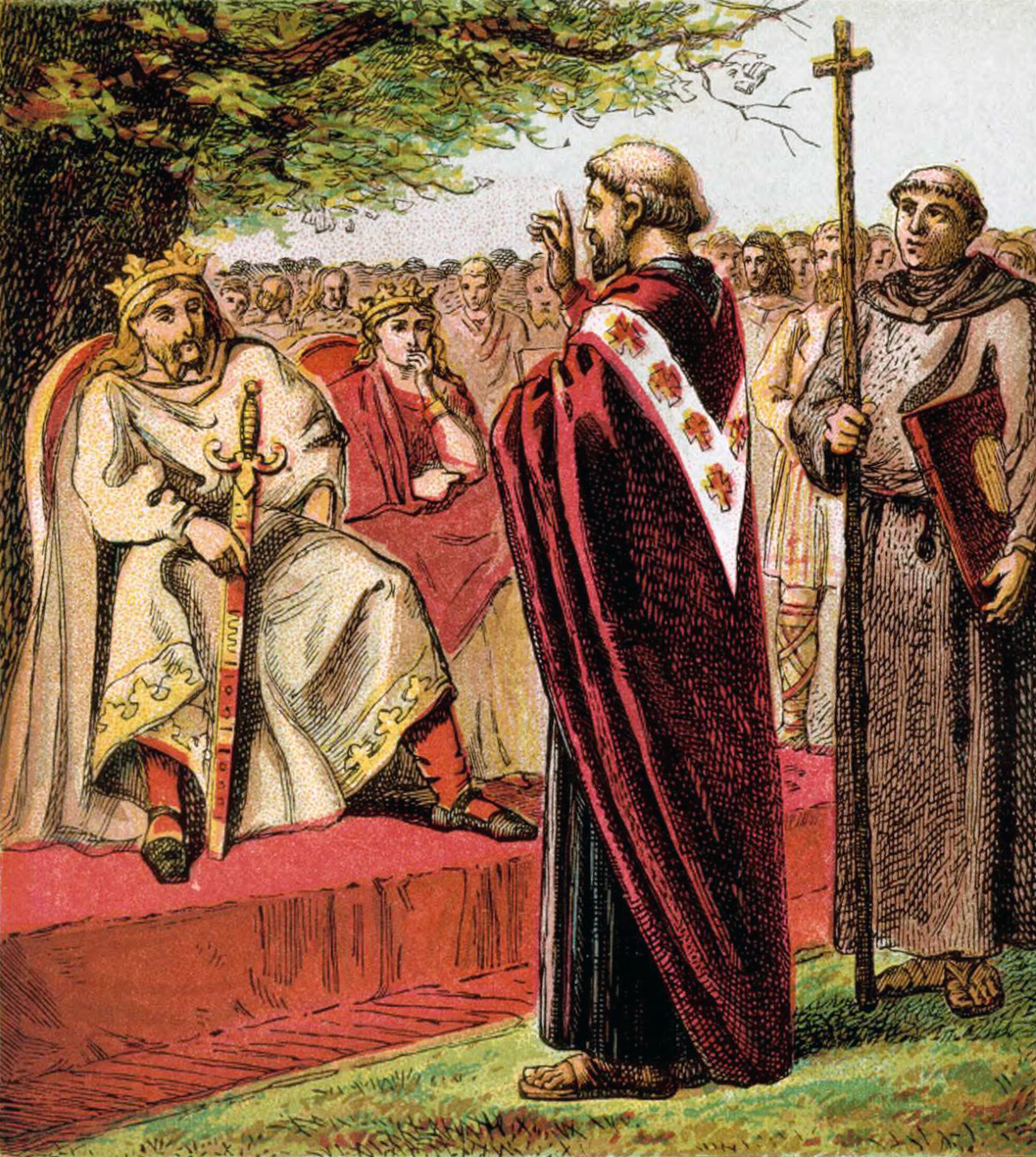
Ilustración de 1868 que muestra a Agustín dirigiéndose a los sajones

La conversión de los sajones de Inglaterra de su religión germánica original al cristianismo se produjo entre principios y finales del siglo VII bajo la influencia de los ya convertidos jutos del reino de Kent. En la década de 630, Birino se convirtió en el «apóstol de los sajones occidentales» y convirtió a Wessex, cuyo primer rey cristiano fue Cynegils. La historia de los sajones occidentales empieza a salir de la oscuridad sólo con su conversión al cristianismo y el mantenimiento de registros escritos. Los gewisse, una tribu sajona occidental asentada en el alto Támesis, se resistieron especialmente al cristianismo; Birino ejerció más esfuerzos contra ellos y finalmente logró la conversión. En Wessex se fundó un obispado en Dorchester. Los sajones del sur fueron evangelizados ampliamente por primera vez bajo influencia angla. Ethelwealh de Sussex fue convertido por Wulfhere, rey de Mercia, y permitió que Wilfredo, obispo de York, evangelizara a su pueblo a partir del año 681. El principal obispado sajón del sur fue el de Selsey. Los sajones orientales eran más paganos que los sajones meridionales u occidentales; en su territorio abundaban los lugares paganos. Su rey, Saeberto, se convirtió pronto y se estableció una diócesis en Londres. Su primer obispo, Melito, fue expulsado por los herederos de Saeberto. La conversión de los sajones orientales se completó bajo el reinado de Ceda en las décadas de 650 y 660.
Los sajones continentales fueron evangelizados en gran parte por misioneros ingleses a finales del siglo VII y principios del VIII. Alrededor del año 695, dos misioneros ingleses tempranos, Ewaldo el Blanco y Ewaldo el Negro, fueron martirizados por los vicani, es decir, los aldeanos. A lo largo del siglo siguiente, los aldeanos y otros campesinos demostraron ser los mayores opositores a la cristianización, mientras que los misioneros recibían a menudo el apoyo de los edhilingui y otros nobles. San Lebuino, un inglés que entre 745 y 770 predicó a los sajones, principalmente en los Países Bajos orientales, construyó una iglesia e hizo muchos amigos entre la nobleza. Algunos de ellos se unieron para defenderlo de una turba enfurecida en el concilio anual de Marklo (cerca del río Weser, Bremen). Surgieron tensiones sociales entre los nobles simpatizantes del cristianismo y las castas inferiores paganas, incondicionalmente fieles a su religión tradicional.

Bajo Carlomagno, las guerras sajonas tuvieron como principal objetivo la conversión e integración de los sajones en el imperio franco. Aunque gran parte de la casta superior se convirtió fácilmente, los bautismos y diezmos forzosos enemistaron a las órdenes inferiores. Incluso algunos contemporáneos consideraron deficientes los métodos empleados para ganar adeptos entre los sajones, como muestra este extracto de una carta de Alcuino de York a su amigo Meginfrido, escrita en 796:
Si el yugo ligero y la dulce carga de Cristo se predicaran a los más obstinados de los sajones con tanta determinación como se ha exigido el pago de los diezmos, o como se ha aplicado la fuerza del decreto legal por faltas de la índole más insignificante imaginable, quizá no se mostrarían reacios a sus votos bautismales.
Se dice que el sucesor de Carlomagno, Ludovico Pío, trató a los sajones de una manera más cercana a los deseos de Alcuino, y como consecuencia fueron súbditos fieles. Sin embargo, las clases bajas se rebelaron contra la dominación franca en favor de su antiguo paganismo ya en la década de 840, cuando los Stellinga se sublevaron contra los líderes sajones, aliados del emperador franco Lotario I. Tras la supresión de los Stellinga, en 851 Luis el Germánico llevó reliquias de Roma a Sajonia para fomentar la devoción a la Iglesia católica. El Poeta Saxo, en sus Anales en verso del reinado de Carlomagno (escritos entre 888 y 891), hizo hincapié en su conquista de Sajonia. Celebró al monarca franco como equiparable a los emperadores romanos y como portador de la salvación cristiana a los pueblos. Todavía en el siglo XII se hace referencia a brotes periódicos de culto pagano, sobre todo a Freyja, entre el campesinado sajón.